# Classe Generali
La classe Generali (detta anche classe Generale Antonio Cantore, dal nome dell'unità capoclasse) è stata una classe di cacciatorpediniere della Regia Marina.

## Storia
Completate fra il 1921 ed il 1922 dai Cantieri Odero di Sestri Ponente, queste unità costituivano un miglioramento della precedente classe Rosolino Pilo, dalla quale differivano per migliore assetto e maggiore velocità. Furono gli ultimi cacciatorpediniere italiani a tre fumaioli ("tre pipe").
Nel 1929, essendo ormai superate, furono declassate a torpediniere, e nel 1936 equipaggiate per potere effettuare il dragaggio di mine.
Durante la seconda guerra mondiale prestarono servizio di scorta ai convogli soprattutto sulle rotte per Grecia e Albania e su quelle di cabotaggio fra i porti della costa libica; andarono tutte perdute.

## Unità

### Generale Antonio Cantore
Impostato nel 1919 e varato nel 1921, fu la prima unità della classe. 
Durante la seconda guerra mondiale operò dapprima in Dalmazia - prendendo parte all'occupazione di alcune isole - e poi in Grecia e Nord Africa. Il 22 agosto 1942 saltò su una mina, mentre navigava da Bengasi a Tobruk.

### Generale Antonino Cascino
Impostato nel 1920, fu ultimato nel 1922.
Nel 1927 corse un serio rischio per un incendio in uno dei depositi munizioni, che poté essere domato.
Durante la seconda guerra mondiale effettuò servizio di scorta in Nord Africa e nelle acque costiere italiane sino al 9 settembre 1943, quando, in seguito all'armistizio, si autoaffondò a La Spezia.

### Generale Antonio Chinotto
Impostato nel 1919, entrò in servizio nel 1921. 
Durante la seconda guerra mondiale fu adibito alla difesa al traffico con il Nord Africa sino all'affondamento, avvenuto il 28 marzo 1941 per urto contro una mina al largo di Palermo.

### Generale Carlo Montanari
Impostato nel 1921, fu completato nel 1922.
Durante il secondo conflitto mondiale effettuò servizio di scorta ai convogli, principalmente in Libia. Danneggiato da un attacco aereo su Napoli l'8 febbraio 1943, all'armistizio si trovava ancora in riparazione a La Spezia e lì si autoaffondò il 9 settembre 1943. Recuperata dai tedeschi, fu da questi nuovamente affondata nello stesso porto il 4 ottobre 1944.

### Generale Marcello Prestinari

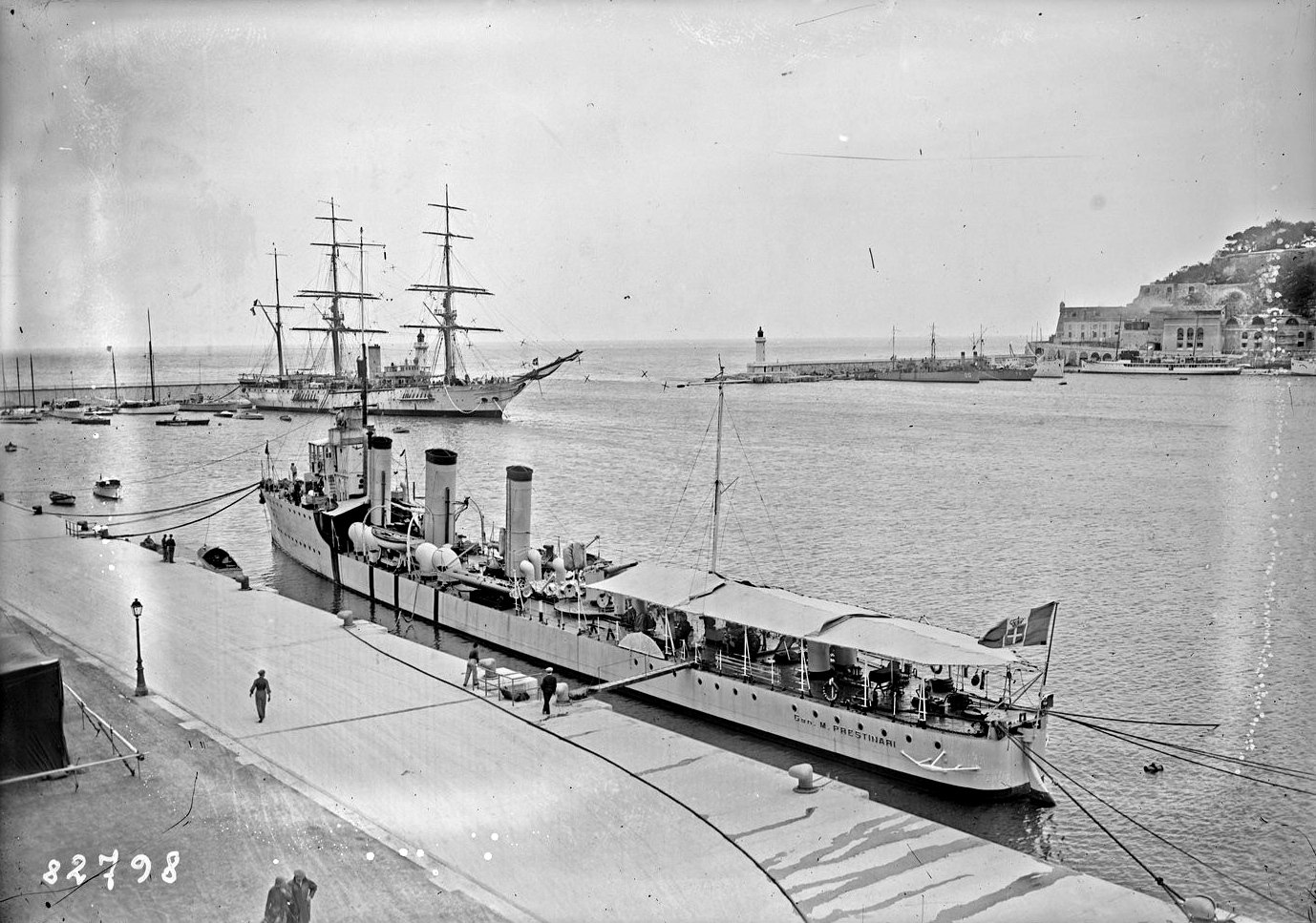
Generale Marcello Prestinari - 1923

Impostato nel 1921, fu ultimato nel 1922.
Nel corso del secondo conflitto mondiale fu adibita alla scorta dei convogli e operò in Nord Africa, Grecia, Tirreno e Basso Adriatico.
Il 31 gennaio 1943, uscito dal porto di Bengasi per soccorrere la corvetta Procellaria, saltata su una mina, urtò a sua volta una mina e affondò rapidamente con la morte di 84 uomini.

### Generale Achille Papa
Impostata nel 1919, fu ultimata nel 1922. 
Nella seconda guerra mondiale effettuò servizio di posa di mine e difesa del traffico in Nord Africa (e poi nel Tirreno), speronando e affondando, il 30 luglio 1941, il sommergibile britannico HMS Cachalot. Nel dicembre 1941 recuperò l'unico sopravvissuto dei 767 membri dell'equipaggio dell'incrociatore inglese HMS Neptune, saltato su mine.
Il 9 settembre 1943, in seguito all'armistizio, fu catturata dai tedeschi a Genova e ribattezzata SG. 20, venendo affondata nel porto di Oneglia dagli stessi tedeschi, il 25 aprile 1945.